# The Growlers
The Growlers (с англ. — «Гроулеры») — американская инди-рок-группа из южной Калифорнии. Они начали свою карьеру в округе Ориндж, городе Дейна-Пойнт, Калифорния, в 2006 году. В настоящее время базируются в Коста-Месе. В настоящее время группа состоит из певца Брукса Нильсена и клавишника/гитариста Кайла Страки. Они выпустили семь альбомов, несколько EP и ряд синглов. Звучание группы описывается как «фирменный стиль музыки, который каким-то образом сочетает в себе сёрф, поп, рок и бит», который был назван «пляжной готикой».

## Beach Goth
Группа организует свой ежегодный фестиваль Beach Goth с 2012 года. На мероприятии обычно выступают группы, представляющие различные жанры, включая поп, рок, хип-хоп, хеви-метал. За эти годы мероприятие включало в себя конкурсы костюмов, аттракционы в парках развлечений и живые перфомансы Шоу ужасов Рокки Хоррора. The Growlers были хедлайнерами как субботнего, так и воскресного вечера ежегодного фестиваля Beach Goth с момента его основания.
На фестивале выступали такие исполнители, как Die Antwoord, Grimes, Gucci Mane, Julian Casablancas, Mac DeMarco, The Drums, Foxygen, White Arrows и Ghost B.C.
Beach Goth 4 (октябрь 2015 года) был организован Поли Шором и включал живые перфомансы Шоу ужасов Рокки Хоррора в течение всех выходных, а также исполнение The Growlers и Джулиана Касабланкаса песни «People Are Strange» группы The Doors.
В 2016 году Beach Goth состоялся в The Observatory в Санта-Ане, штат Калифорния. Первоначально его планировалось провести в парке Oak Canyon, но в последнюю минуту его перенесли из-за необъяснимых обстоятельств. В состав участников фестиваля вошли Bon Iver, TLC, James Blake, 2 Live Crew, Violent Femmes, Future Islands, Reel Big Fish, The Faint, the Pharcyde, Leftöver Crack и DJ Quik. Несмотря на то, что фестиваль был признан успешным, он пострадал от дождя и, как следствие, затопления улиц. Это заставило The Growlers отложить свое выступление из-за повреждения оборудования. После этого группа принесла извинения.
Из-за продолжающегося судебного разбирательства с Noise Group (владельцами площадки The Observatory) по поводу торговой марки Beach Goth, фестиваль 2017 года получил название «The Growlers Six», который прошел 28 и 29 октября в LA Waterfront. В фестивале приняли участие такие артисты, как Yeah Yeah Yeahs, Modest Mouse и Butthole Surfers.
The Growlers вернулись к своему торговому названию «Beach Goth» для 7-го ежегодного фестиваля, который прошел в Los Angeles Historic State Park 5 августа 2018 года. На Beach Goth 7 выступили The Growlers, Jonathan Richman, The Voidz, The Drums, La Luz и GWAR.

## Дискография
- Are You In or Out? (2009), Everloving Records
- Hot Tropics (2010), Everloving Records
- Hung at Heart (2013), Everloving Records (US), FatCat Records (UK & Europe), Smack Face Records (Australia & New Zealand)
- Chinese Fountain (2014), Everloving Records (US), FatCat Records (UK & Europe), Smack Face Records (Australia & New Zealand)
- City Club (2016), Cult Records (US/EU)
- Natural Affair (2019), Beach Goth Records & Tapes